# Rhabdomastix flava
Rhabdomastix flava är en tvåvingeart som först beskrevs av Alexander 1911.  Rhabdomastix flava ingår i släktet Rhabdomastix och familjen småharkrankar. Inga underarter finns listade i Catalogue of Life.